# CDPD
CDPD es el acrónimo de "Cellular Digital Packet Data" es una tecnología de transmisión de datos en terminales TDMA. El sistema está basado en la tecnología IBM CelluPlan II, pero desarrollada por Ericsson y descontinuada a finales de los 90, que pretendía mejorar las prestaciones de la existente tecnología celular analógica.

## Características
CDPD usa canales libres en terminales AMPS/TDMA para transmitir datos. Requiere un canal libre de 30 kHz, con una velocidad de 19200 bps y una tasa de transferencia neta de 9600 bps, si todos los canales de voz de la red están copados, los datos son almacenados hasta que alguno de ellos quede libre. Poseía para la época un excelente rendimiento inalámbrico, compresión de paquetes y corrección de errores; además poseía la función "Always On", lo cual facilitaba el desempeño en sus aplicaciones. Igualmente era compatible con servicios de Roaming internacional.
Se distinguen tres tipos de host:
- el móvil.
- la estación base.
- la estación base de la interfaz.

Y tres tipos de interfaz:
- E: externa al proveedor CDPD, para conexión con otras redes.
- I: interna al proveedor CDPD, para conectar zonas del mismo CDPD.
- A: interfaz entre las estaciones bases y las móviles.

## Usos
La tecnología CDPD fue desarrollada como una extensión wireless a las redes IP y usa direcciones IPv4 para las conexiones. Se han desarrollado módems CDPD para tarjetas de PC portátiles y otros dispositivos móviles. 
Sin embargo, con la proliferación de nuevas tecnologías como GPRS a mediados de los 90, esta tecnología ha caído en desuso y ha sido sustituida por GPRS, que podía transmitir datos a una velocidad superior y menor costo.
En los Estados Unidos, las operadoras Cingular Wireless y AT&T Wireless fueron pioneras en esta tecnología, mientras que en Latinoamérica, fue la venezolana Movilnet
La red CDPD fue apagada en 2003 en Venezuela y en 2005 en Estados Unidos.
- Datos: Q2744436